# Schweiz flagga

Schweiz handelsflagga

Schweiz flagga antogs officiellt den 6 april 1862. Sedan korstågen har Schweiz använt ett vitt grekiskt kors på röd botten. Den är kvadratisk (som Vatikanstatens flagga) för landbruk, medan handelsflaggan har proportionerna 2:3. Handelsflaggan är även örlogsflagga till sjöss.
Det vita korsets armar är en sjättedel längre än de är breda. Förhållandet mellan korsets och flaggans storlek är inte formellt etablerat – vanliga proportioner mellan kors och flagga är två tredjedelar respektive sju tiondelar. 

## Historik
Schweiz saknade länge en gemensam nationsflagga. De flaggor som användes under medeltiden var istället de enskilda kantonernas flaggor. Den moderna schweiziska flaggan är hämtad från den flagga som används av kantonen Schwyz, och användes som ett gemensamt fälttecken för första gången under slaget vid Laupen 1339. Symbolen för rörelsen Röda Korset baserades ursprungligen på den schweiziska flaggan.

## Kantonernas flaggor
Var och en av Schweiz 26 kantoner har en egen flagga.

Aargau
Appenzell Ausserrhoden
Appenzell Innerrhoden
Basel-Landschaft
Basel-Stadt
Bern
Fribourg
Genève
Glarus
Graubünden
Jura
Luzern
Neuchâtel
Nidwalden
Obwalden
Sankt Gallen
Schaffhausen
Schwyz
Solothurn
Thurgau
Ticino
Uri
Valais
Vaud
Zug
Zürich